# Teodora Albon
Teodora Albon (n. 2 decembrie 1977, Cisnădie) este un arbitru de fotbal din România, care a condus la centru Finala Ligii Campionilor 2013 la fotbal feminin.